# ISO 3166-2:ER
ISO 3166-2:ER
é um padrão ISO que define geocódigos: é o subconjunto do ISO 3166-2, que se aplica a Eritreia.

## Informativo
- ISO 3166-2:2000-06-21

## Códigos
| Código | Região            |
| ------ | ----------------- |
| ER-AN  | Anseba            |
| ER-DK  | Debub-Keih-Bahri  |
| ER-DU  | Debub (Sul)       |
| ER-GB  | Gash-Barka        |
| ER-MA  | Maekel (Central)  |
| ER-SK  | Semien-Keih-Bahri |